# Герой Ізраїлю

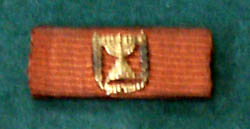
Знак Героя Ізраїлю

Герой Ізраїлю (івр. גיבור ישראל) — найвища військова нагорода Ізраїлю. Нагородження відбулось єдиний раз під час війни за незалежність Ізраїлю.

## Історія створення
Оскільки перший прем'єр-міністр Ізраїлю Давид Бен-Гуріон був відвертим противником військових нагород взагалі, тривалий час єдиною військовою відзнакою був наказ по військовій частині — цалаш, а єдиним матеріальним символом цієї відзнаки була почесна грамота, яку вручав командир частини перед строєм.
Ця традиція була порушена лише одного разу. 17 липня 1949 року, в День армії та річницю прийняття військової присяги першими регулярними частинами ЦАХАЛу в Тель-Авіві відбулась урочиста церемонія присвоєння звання «Героя Ізраїлю» (Гібор Ісраель).
У присутності президента Ізраїлю Хаїма Вейцмана, прем'єр-міністра та міністра оборони Давида Бен-Гуріона й начальника Генерального штабу Яакова Дорі перші бойові нагороди було вручено
дванадцяти військовикам, що найбільше відзначились у війні за незалежність Ізраїлю. Особисто нагороди отримали лише 8 військовиків, четверо були нагороджені посмертно і їх нагороди отримали члени сімей.
Число нагороджених була вибрана не випадково й символізувала дванадцять поколінь Ізраїлевих, тобто кількість племен, з яких за Біблією складався єврейський народ.
Це було перше і єдине нагородження цим званням. Більше ніхто і ніколи ним не нагороджувався.

## Опис нагороди
Знак Героя являє собою червону стрічку, натягнуту на планку з національним символом — Менорою.
У подальшому планувалось додати до стрічки нагородну медаль.
Планка Героя Ізраїля є єдиною нагородою, яку дозволяється носити на цивільному одязі.

## Список нагороджених
1. Авігдоров Авраам (1929—2012), рядовий — за знищення двох кулеметних розрахунків ворога поблизу Кир'ят-Моцкіна 17 березня 1948 року.
2. Армоні Іцхар (1929—1948), рядовий — за евакуацію поранених і прикриття відступу товаришів у Набі-Юша 20 квітня 1948 року.
3. Ацмоні Ар'є (1926—2005), майстер-сержант — за збереження гармати від потрапляння до рук ворога 4 листопада 1948 року.
4. Бін-Нун Йохай (1924—1994), капітан — за знищення флагмана єгипетського флоту «Emir Farouk» 22 жовтня 1948 року.
5. Бріг Еміль (1924—2002), сержант — за підрив мосту, що призупинив наступ ворога 14 травня 1948 року.
6. Гане Сіман-Тов (1924—1968), рядовий — за прикриття відступу товаришів поблизу Ірак Сувайдану 9 листопада 1948 року.
7. Горовиць Зерубавель (1924—1948), лейтенант — за прикриття відходу товаришів по дорозі в Єрусалим 27 березня 1948 року.
8. Зібель Цві (1925—1948), рядовий — за доставку забезпечення у Бен-Шемен 25 червня 1948 року під щільним вогнем супротивника.
9. Лайтнер Бен-Ціон (1927—2012), рядовий І класу — за знищення ворожого бункера біля Ірак Сувайдану 19 жовтня 1948 року.
10. Ландау Емануель (1928—1948), рядовий — за захоплення ворожої вантажівки забезпечення 17 березня 1948 року поблизу Кир'ят-Моцкіна.
11. Рахелі Яір (1929), рядовий — за знищення ворожих позицій поблизу Шефарама 19 січня 1948 року.
12. Феллер Рон (1928), сержант — за знищення ворожого танка 19 липня 1948 року.